# 비타민 D

비타민 D의 화학구조

비타민 D(Vitamin D)는 지용성으로 분류되는 비타민의 일종이다.
비타민 D는 비타민D2와 비타민 D3로 나뉜다. 비타민 D2는 식물에, D3는 동물에 많이 포함되어 있으며, 비타민 D3가 사람에 중요한 역할을 하고 있다.

## 효능
비타민D는 지방에 융해되는 비타민으로서 골격 형성에 필요한 칼슘을 대장과 콩팥에서 흡수시키는 데 기여하며 또한 부갑상선에서 생산되는 파라토르몬(Parathormon) 과 칼시토닌(Calcitonin)과 협동으로 칼슘을 알맞게 골수로 운반하여 뼈대가 제모양으로 크도록 하는데 결정적인 역할을 한다.
비타민D는 화학적 구조로 볼 때 비타민 D2(에르고칼시페롤, Ergocalciferol)와 D3(콜레칼시페롤,Cholecalciferol)로 나뉘지만 그들의 형성과정은 거의 비슷하다. 다시 말해 피부에서 7-디하이드로콜레스테롤(7-Dehydrocholesterol)이 태양의 자외선을 받아 비타민 D가 형성된다. 최근 자외선 차단제 사용이 늘고 있는데 자외선 차단제를 사용하는 것이 비타민D 형성에 미치는 영향에 대해서도 논란이 있다.
한편 따라서 태양 광선이 비타민 D의 합성에 없어서는 안될 요소이며, 태양을 아주 적게 쐬는 또는 거의 쬐지못하는 직업에 종사하는 사람(이를테면 광부)은 비타민 D의 결핍에 주의하여야 한다. 하루에 20분 정도 쐬어줘야 우리 몸에 필요한 비타민 D가 충분한 양이 생성된다.
최근 들어 면역과 비타민 D와의 연관성이 크게 부각되고 있다. 연구에 따르면, 비타민 D 수치가 충분한 사람들은 일반 감기, 독감, 코로나19 등의 호흡기 감염 질환 발생 위험이 낮아지거나, 감염되더라도 증상이 더 경미할 수 있다고 제안된다.
BMJ(British Medical Journal)에서 발표된 대규모 메타분석(2017)에 따르면, 정기적으로 비타민 D를 보충한 그룹에서 급성 호흡기 감염 위험이 일부 낮아졌다는 결과가 나왔다.
다만, 이런 효과가 인과관계로 완전히 확정된 것은 아니며, 개인별로 차이가 존재하기 때문에 유의 깊게 해석해야 한다.
비타민 D의 결핍은 뼈의 성장에 커다란 장애를 초래한다. 이에 따른 대표적 질병으로는 후천성 구루병, 현기증이 있을 수 있다. 반대로 비타민 D를 과다 섭취할 경우엔 간에 축적 되어 고칼슘혈증, 식욕 부진등의 여러 가지 부작용을 초래할 수 있다.
비타민 D는 임신 중 태아의 골격 형성과 면역 기능 유지에 중요한 역할을 한다. 여러 연구에 따르면 임산부의 비타민 D 수치가 충분할 경우, 출생아의 골밀도가 높아지고 저체중아 출산 위험이 낮아질 수 있다. 또한 비타민 D는 칼슘과 마그네슘 흡수를 촉진해 임신 중 발생할 수 있는 근육 경련 및 골밀도 감소 예방에도 기여할 수 있다.
일부 보건 가이드라인에서는 임산부에게 하루 600~2000 IU의 비타민 D 섭취를 권장하고 있으며, 햇빛 노출이 부족한 경우에는 보충제를 통해 섭취할 수 있다. 관련한 비타민 D의 섭취량, 칼슘·마그네슘과의 상호작용, 안전 기준 등에 대한 추가 정보는 대중 의료 정보 기반 문헌에서도 제공된다.

## 예방
비타민 D 결핍증에 걸리지 않으려면, 몸 속에 비타민 D가 충분히 있어야 한다. 비타민 D 보충 방법으로는, 활동성에 기반한 비타민 D의 합성이 효과적이다. 즉, 음식 섭취보다는 바깥 외부에서 주기적으로 신체를 노출시킴으로써 햇빛을 직접적으로 쬐는 것이 여러 면에서 유용하다. 특히, 자외선 차단제를 바른 상태에서 햇빛을 쬐면 효과가 상대적으로 저하될 수 있다는 점 등을 고려할 필요가 있다. 피부가 따갑게 반응하는 상황에 지속적으로 노출시키거나 피부가 발진하는 피부 트러블을 일으키지 않는 안정된 수준에서 적절하게 햇빛을 쬐는 것이 진화적으로 검증된 행동방식으로 언급되는 이유이다. 굳이 음식으로 섭취하려면 햇빛에 말린 표고버섯과 목이버섯, 등푸른생선, 계란 노른자 등을 섭취하는 것이 좋다.

## 같이 보기
- 7-디하이드로콜레스테롤 환원효소(7-Dehydrocholesterol reductase)